# Metalectra paupera
Metalectra paupera är en fjärilsart som beskrevs av Walker 1867. Metalectra paupera ingår i släktet Metalectra och familjen nattflyn. Inga underarter finns listade i Catalogue of Life.